# Spiele der kleinen Staaten von Europa 2017/Radsport
Die Radsportwettbewerbe der Spiele der kleinen Staaten von Europa 2017 fanden vom 29. Mai bis 3. Juni in San Marino statt.
Die Wettbewerbe setzten sich aus sechs Entscheidungen zusammen, je einem Straßenrennen, einem Einzelzeitfahren und einem Mannschaftszeitfahren für Männer und Frauen.

## Ergebnisse Frauen

### Straßenrennen
13 Fahrerinnen nahmen teil, Streckenlänge 16,7 Kilometer.
| Platz | Athletin                      | Land | Zeit       |
| ----- | ----------------------------- | ---- | ---------- |
| 1     | Elise Maes                    | LUX  | 2:17:23h   |
| 2     | Erla Sigurlaug Sigurdardottir | ISL  | + 4:10 min |
| 3     | Edie Antonia Rees             | LUX  | + 4:10 min |

### Einzelzeitfahren
Elf Fahrerinnen gingen an den Start. Die Strecke war 13,8 Kilometer lang.
| Platz | Athletin           | Land | Zeit (min)          |
| ----- | ------------------ | ---- | ------------------- |
| 1     | Andri Christoforou | CYP  | 18:53 (43,839 km/h) |
| 2     | Elise Maes         | LUX  | + 0,31 min          |
| 3     | Ann-Sofie Harsch   | LUX  | + 1,03 min          |

### Mannschaftszeitfahren
3 Mannschaften nahmen teil, die Strecke war 16,7 Kilometer lang.
| Platz | Land      | Zeit (min)            |
| ----- | --------- | --------------------- |
| 1     | Luxemburg | 7:00,30 (35,743 km/h) |
| 2     | Malta     | + 4,17 s              |
| 3     | Island    | + 5,07 s              |

## Ergebnisse Männer

### Straßenrennen
23 Fahrer gingen an den Start.
| Platz | Athlet           | Land | Zeit       |
| ----- | ---------------- | ---- | ---------- |
| 1     | Pit Leyder       | LUX  | 2:22:33 h  |
| 2     | Federico Olei    | SMR  | gl. Zeit   |
| 3     | Andrej Petrovski | MON  | + 0:01 min |

### Einzelzeitfahren
23 Fahrer gingen an den Start der 16,8 Kilometer langen Strecke.
| Platz | Athlet                 | Land | Zeit (min) |
| ----- | ---------------------- | ---- | ---------- |
| 1     | Andreas Miltiades      | CYP  | 21:59      |
| 2     | Victor Langelotti      | MON  | + 7 s      |
| 3     | Julio Pintado Madrigal | AND  | + 13 s     |

### Mannschaftszeitfahren
7 Mannschaften bestritten das Rennen über eine 16,7 Kilometer langen Strecke.
| Platz | Land       | Zeit (min)            |
| ----- | ---------- | --------------------- |
| 1     | San Marino | 7:07:46 (42,163 km/h) |
| 2     | Andorra    | + 3 s                 |
| 3     | Malta      | + 4 s                 |